# 埃里克·布瓦斯
埃里克·布瓦斯（法語：Érik Boisse，1980年3月13日—），法国男子击剑运动员，父亲菲利普·布瓦斯同样也从事击剑运动。他曾获得2004年夏季奥运会击剑比赛男子重剑团体金牌和男子重剑个人第四名。